# Gianluca Curci
Gianluca Curci (ur. 12 lipca 1985 w Rzymie) – włoski piłkarz występujący na pozycji bramkarza w szwedzkim klubie AFC Eskilstuna. Były młodzieżowy reprezentant Włoch.

## Kariera klubowa
Curci urodził się w Rzymie. Jako dziecko trafił do szkółki piłkarskiej AS Roma. W 2002 mając 17 lat został włączony do składu pierwszej drużyny, ale przez 2 lata nie zdołał zadebiutować w bramce Romy. Dopiero w sezonie 2004/2005, gdy dotychczasowi bramkarze rzymskiego klubu (Carlo Zotti i Ivan Pelizzoli) doznali kontuzji, trener Luigi Delneri 19 grudnia 2004 na mecz z Parmą na Stadio Olimpico w Rzymie wstawił do bramki debiutującego Curciego i Roma pokonała gości 5:1. Curci przepuścił w 45. minucie strzał Cesare Bovo, ale podobnie jak cała drużyna zagrał dobrze. Do bramki wrócił dopiero w 29. kolejce ligowej za sprawą kolejnego trenera Romy, Bruno Contiego. Ogółem w całym sezonie zagrał w 10 meczach „giallo-rossich”, w których puścił 16 bramek. Roma rozegrała słaby sezon i zajęła 8. miejsce w lidze. Przed sezonem 2005/2006 doszło do zmiany trenera i Contiego zastąpił Luciano Spalletti. W pierwszej fazie sezonu postawił on właśnie na Curciego w bramce Romy i ten zagrał w pierwszych 7 meczach ligowych, jednak po słabym początku Curciego zmienił nowy nabytek Romy, Brazylijczyk Doni i Curci niemal do końca sezonu usiadł na ławce, grając raptem w kilku meczach. Ogólnie w całym sezonie zagrał 10 razy w lidze i 8 razy w Pucharze UEFA. Z Romą wywalczył wicemistrzostwo kraju (Roma co prawda zajęła 5. miejsce w lidze, ale po korekcie tabeli związanej z korupcją kilku klubów przyznano jej wicemistrzostwo Włoch). Od początku sezonu 2006/2007 w bramce Romy stał Doni, a Curci był rezerwowym.
25 czerwca 2008 roku Curci podpisał kontrakt ze Sieną i przez 2 lata był jej podstawowym bramkarzem. W sezonie 2009/2010 Siena spadła do drugiej ligi, a latem Curci odszedł do Sampdorii. Od sezonu 2011/2012 ponownie grał w Romie. 17 lipca został wypożyczony do Bologna FC. 2015–2017 był zawodnikiem 1. FSV Mainz 05. W 2018 trafił do AFC Eskilstuna.

## Kariera reprezentacyjna
Razem z reprezentacją Włoch do lat 21 Curci wziął udział w Młodzieżowych Mistrzostwach Europy 2006 i Młodzieżowych Mistrzostwach Europy 2007.